# تپه گلگیر
تپه گلگیر مربوط به پیش از تاریخ است و در شهرستان مسجد سلیمان، ۴۵ کیلومتری غرب مسجد سلیمان، نزدیک کارخانه سلیمان شهر گلگیر، روبروی پاسگاه واقع شده و این اثر در تاریخ ۱۷ بهمن ۱۳۹۷ با شمارهٔ ثبت ۳۰۷۲ به‌عنوان یکی از آثار ملی ایران به ثبت رسیده‌است.